# Colle animale

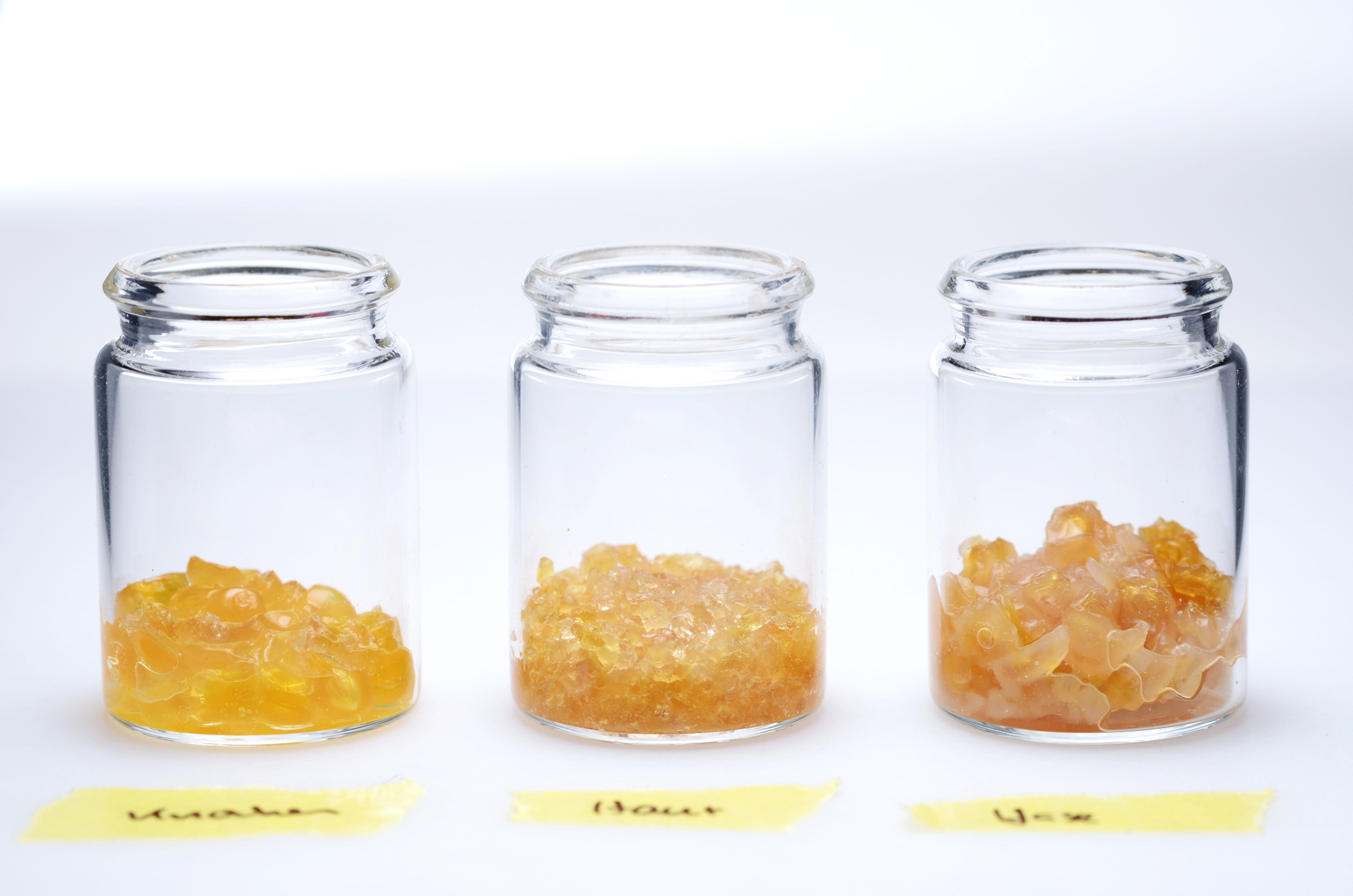
De gauche à droite : colle d'os, colle de peau, colle de peau de lapin.

La colle animale est un adhésif préparé par ébullition prolongée dans l'eau du tissu conjonctif animal, qui sert aussi en ornementation comme  revêtement, comme mortier de pose (en), comme agent clarifiant et pour l'encollage. La détrempe, la peinture à la colle utilisent une colle animale comme liant. Cette réutilisation des déchets agroalimentaires  industrielle se désigne en anglais par rendering.
Ces colles colloïdales protéiques sont formées par hydrolyse du collagène de la peau, des os, des tendons et d'autres tissus, similaire à la gélatine. Le mot collagène lui-même dérive du grec κόλλα ( kolla ), signifiant 'colle'. Au moment où elles sont bouillies les molécules de collagène se rejoignent pour former de longues chaînes polymères. Le matériau séché est broyé en morceaux ou en une poudre qui est trempée dans de l'eau et chauffée lors de son utilisation. Ces protéines forment une liaison microscopique avec l'objet collé. Bien que la colle animale soit une colle relativement dure avec une force de liaison initiale élevée, l'exposition à l'eau ou à une humidité élevée provoque une dégradation rapide. Conventionnellement, les colles de kératine, bien que fabriquées à partir de parties animales comme les cornes et les sabots (la colle de sabot), ne sont pas considérées comme des "colles animales" car ce ne sont pas des colles de collagène.
En anglais, on a dit souvent que les chevaux que l'on mène à l'abattoir étaient envoyés à la fabrique de colle. D'autres animaux sont également utilisés, notamment les bovins, les lapins et les poissons.
La colle animale, était en anglais la substance à l'origine désignée par le mot « glue ».

## Histoire

### Premières utilisations

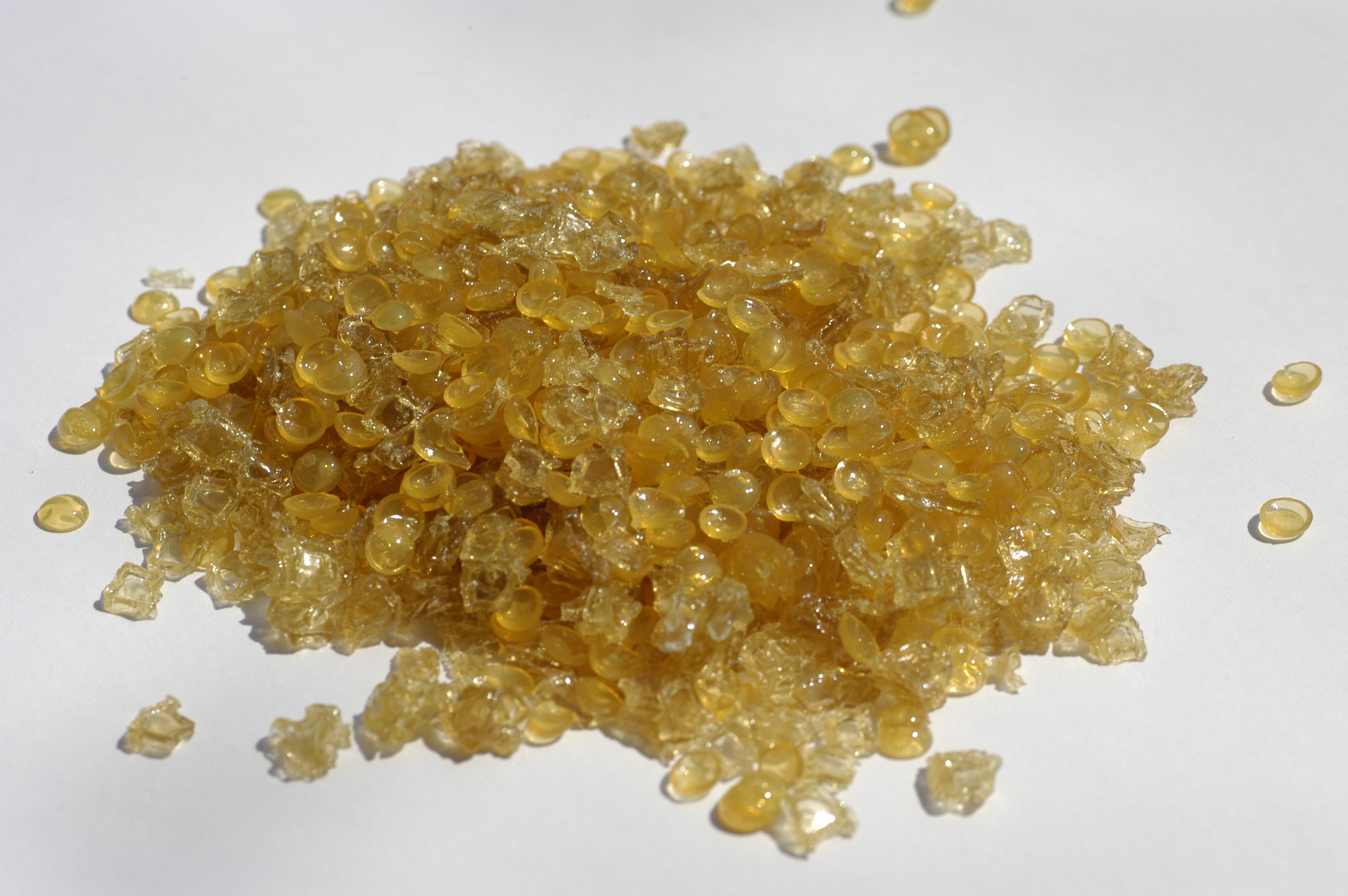
Colle animale en granulés

La colle animale existe depuis l'Antiquité, même si son utilisation n'était pas très répandue. La colle provenant des dents de cheval peut remonter à près de 6000 ans, mais aucun document écrit de cette époque ne peut prouver qu'elle a été pleinement ou largement utilisée.
Les premières recettes connues de fabrication de colle animale ont été écrites vers 2000e siècle av. J.-C.. Entre 1500 et 1000 av. J.-C., elle était utilisé pour l'ameublement en bois et les peintures murales, que l'on retrouve même sur les cercueils des pharaons égyptiens. Les preuves se présentent sous la forme de sculptures sur pierre illustrant la préparation et l'utilisation de la colle, principalement utilisée pour le mobilier de la tombe du pharaon. Les archives égyptiennes indiquent que la colle animale aurait été fabriquée en la faisant fondre au-dessus d'un feu, pour être appliquée avec un serre jointau.
Les Grecs et les Romains utilisèrent plus tard les colles animales et de poisson pour développer le placage et la marqueterie, par le collage de fines lames ou de couches de bois. Une colle animale, connue  en grec sous le nom de taurokolla ( ταυρόκολλα ) et gluten taurinum en latin, étaient fabriqués à partir de peaux de taureaux dans l'antiquité. La poterie cassée a pu également être réparée à l'aide de colles animales, remplissant les fissures pour masquer les imperfections.
Vers 906-618 av. J.-C., des poissons, des cornes de bœuf et des cornes de cerf ont été utilisés pour produire des adhésifs et des liants pour les pigments en Chine. Les colles animales étaient utilisées comme liants dans les peintures sous la dynastie Tang. Elles ont été utilisées de la même manière sur les figurines de l'armée de terre cuite. Les archives indiquent que l'un des composants essentiels de l'encre au noir de fumée était de la colle protéique. La colle de bœuf et les colles de corne de cerf liaient ensemble les particules de pigments, agissant comme un conservateur en formant un film sur la surface lorsque l'encre séchait. Les Chinois, comme Kao Gong Ji, ont également fait des recherches sur la colle à des fins médicinales.

### Réémergence
L'utilisation de la colle animale, ainsi que de certains autres types de colles, a largement disparu en Europe après le déclin de l'Empire romain d'Occident jusqu'aux XVIe et XVIIIe siècles, lorsque les meubles en bois ont commencé à devenir un artisanat majeur. À l'époque médiévale, la colle de poisson est restée une base pour les productions en peinture et en enluminure de manuscrits. Depuis le XVIe siècle, la colle de peau est utilisée dans la fabrication des violons.
Les Amérindiens utilisaient la colle de sabot principalement comme liant et comme revêtement résistant à l'eau en la faisant bouillir à partir de restes d'animaux et en l'appliquant sur les surfaces exposées. Ils utilisaient parfois de la colle de peau comme peinture pour achever des décors après avoir appliqué des pigments et tanné les peaux. La colle à sabot serait utilisée à des fins autres que les peaux, comme un conservateur pour les cheveux. Les Assiniboines préféraient les cheveux plus longs, ils enduisaient donc les mèches d'un mélange de terre rouge et de colle à sabot. Elle serait également utilisée pour assembler les plumes et l'équipement.

### Industries de la colle

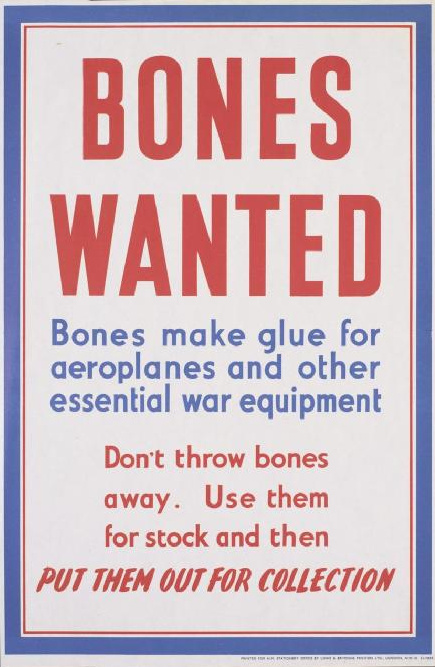
Affiche du Royaume-Uni, pendant la deuxième Guerre mondiale notant l'utilisation de déchets d'os dans la fabrication de colle.

La première usine commerciale de colle a ouvert ses portes en Hollande vers 1700, fabriquant de la colle animale à partir de peaux. La première usine de colle des États-Unis a ouvert ses portes en 1899, créée par la Milwaukee Tanning Industry. La société LD Davis a prospéré en produisant de la colle animale pendant la Grande Dépression après s'être détournée de la production de pochoir, vendue aux fabricants de caisses locaux et à d'autres utilisateurs; La formule de colle animale de LD Davis pour la reliure reste en production,. Aux XVIIIe et XIXe siècles, les éleveurs se débarrassaient des vieux animaux – chevaux en particulier – pour les usines  de colle. L'avènement des adhésifs synthétiques annonce l'effondrement de l'industrie de la colle animale.

### Utilisations modernes
Aujourd'hui, les colles animales sont peu industrialisées, mais toujours utilisées pour fabriquer et restaurer des instruments de la famille des violons, des peintures, des manuscrits en parchemin enluminés et d'autres artefacts. La gélatine, une forme de colle animale, se trouve dans de nombreux produits contemporains, tels que les desserts à la gélatine, les guimauves, les capsules pharmaceutiques, et les films photographiques et est utilisée pour renforcer les emballages, le bois, le cuir, l'écorce et le papier. La colle de peau est également préférée par de nombreux luthiers aux colles synthétiques pour sa réversibilité, sa résistance au fluage et sa tendance à fermer les joints pendant qu'elle durcit.
Cet adhésif est principalement utilisé comme colle, encollage ou vernis, bien qu'il ne soit pas aussi fréquemment utilisé que d'autres adhésifs car il est soluble dans l'eau. D'autres aspects, tels que la difficulté de stockage à l'état humide, la nécessité de matières premières fraîches (la peau de l'animal ne peut pas être pourrie ou brûlée par la graisse), rendent ce produit plus difficile à trouver et à utiliser. Les usines produisent désormais d'autres formes d'adhésifs, car le processus de fabrication de la colle animale est complexe et difficile à suivre. Les colles animales s'assombrissent également avec l'âge et rétrécissent en séchant, ce qui leur donne le potentiel d'endommager le bois, le papier ou les œuvres d'art. Trop de manipulations et trop de changements de température ou d'humidité pourraient causer d'autres dommages. Certaines entreprises, comme celles du Canada, produisent encore des colles animales, de peaux et de sabots de chevaux. Récemment, la colle animale a été remplacée par d'autres adhésifs et plastiques, mais reste populaire pour la restauration.

## Types et utilisations
La colle animale a été la colle à bois la plus courante pendant des milliers d'années jusqu'à l'avènement des colles synthétiques, telles que l'acétate de polyvinyle (PVA) et d'autres colles à base de résine, au XXe siècle. Aujourd'hui, elle est principalement utilisée dans des applications spécialisées, telles que la lutherie, la construction d'orgues à tuyaux, la réparation de pianos et la restauration d'antiquités.
Elle présente plusieurs avantages et inconvénients par rapport aux autres colles. La colle est appliquée à chaud, généralement au serre jointau ou à la spatule. La colle est maintenue chaude dans un pot à colle, qui peut être une unité électrique construite à cet effet, un bain-marie ou simplement une casserole ou une mijoteuse pour fournir un bain d'eau chaude au récipient de colle. La plupart des colles animales sont solubles dans l'eau, utile pour les joints qui peuvent à un moment donné avoir besoin d'être séparés.
Les types spécifiques incluent la colle de peau, la colle d'os, la colle de poisson, la colle de peau de lapin.

### Colle de peau

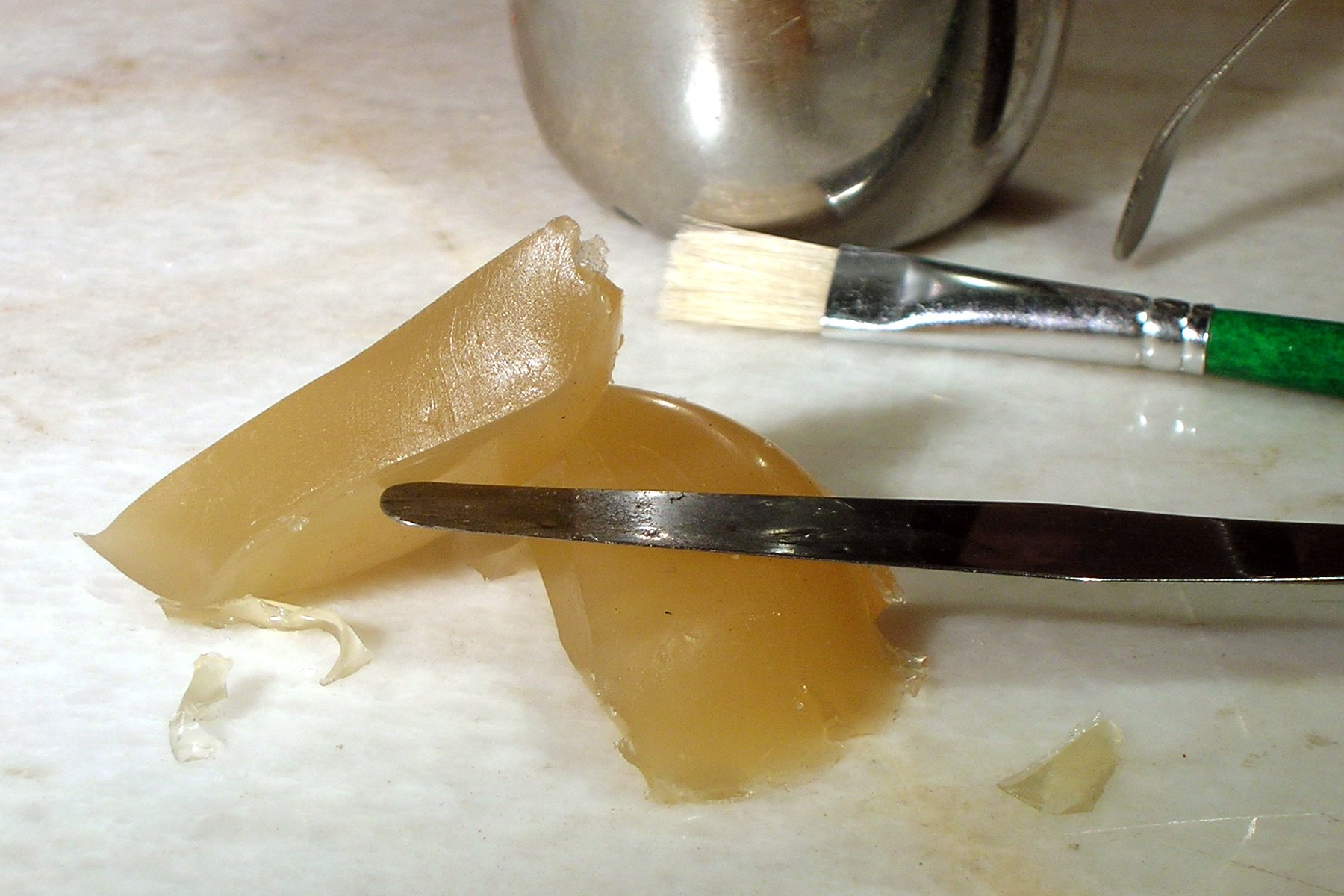
Cacher la colle à température ambiante

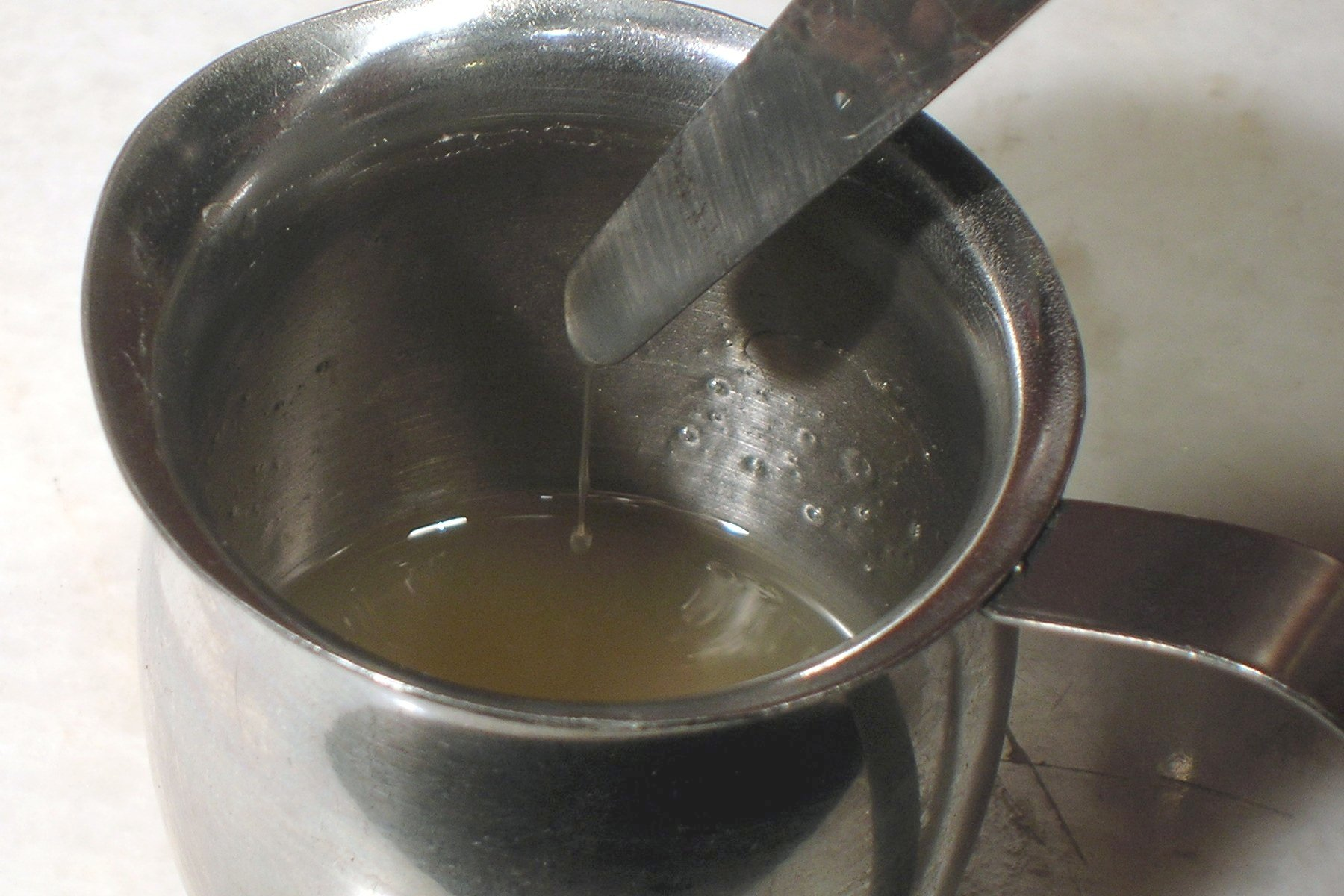
colle de peau chaude

La colle de peau est fabriquée à partir de peau d'animal et est souvent utilisée dans le travail du bois. Elle peut être fournie sous forme de granulés, de flocons ou de feuilles plates, qui ont une durée de conservation indéfinie s'ils sont conservés au sec. Elle est dissoute dans l'eau, chauffée et appliquée à chaud, généralement autour de 60 °C (140 °F). Les températures plus chaudes détruisent rapidement la résistance de la colle de peau. Des pots de colle commerciaux, de simples bains-marie peuvent être utilisés pour garder la colle chaude pendant son utilisation. Au fur et à mesure que la colle de peau refroidit, elle se gélifie rapidement. À température ambiante, la colle de peau préparée a la consistance d'une gélatine rigide, qui est en fait une composition similaire. La colle de peau gélifiée n'a pas de résistance significative, il est donc essentiel d'appliquer la colle, d'ajuster les pièces et de les maintenir stables avant que la température de la colle ne descende bien en dessous de 50 °C (120 °F).

### Colle de peau de lapin
La colle de peau de lapin est plus flexible lorsqu'elle est sèche que les colles de peau typiques. Elle est utilisée dans le dimensionnement ou l'apprêt des toiles des peintres à l'huile. Elle est également utilisée dans la reliure et comme composant adhésif de certaines recettes de gesso et de compo. Elle est un composant essentiel dans la dorure à la feuille. 

### Colle de poisson
La colle de poisson est fabriquée à partir d'arêtes ou de tissus de poisson. La colle de poisson est fabriquée spécifiquement à partir des vessies natatoires et est à base de collagène. Les colles de poisson étaient utilisées dans l'Égypte ancienne et l'Antiquité classique en Méditerranée ; ils ont continué à être utilisés en Europe à l'Âge sombre et pendant la période médiévale, et sont toujours utilisées dans des applications de niche aujourd'hui. Elle est cassante lorsque sèche, elle  a donc parfois été mélangée à des plastifiants tels que la mélasse et le miel. Elles étaient utilisées dans l'art, le travail du bois, la lutherie, et pour le collage du papier et de l'os.